# تاريخ المدينة المنورة
تاريخ المدينة المنورة، عُرِفت المدينة المنورة قبل ظهور الإسلام باسم يثرب وتأسست قبل الهجرة النبوية بأكثر من 1500 عاماً. وقد ورد اسم يثرب في القرآن الكريم، وورد في الحديث الصحيح أن النبي محمدﷺ سماها المدينة وطيبة وطابة، ونهى عن استخدام اسمها القديم. وهي أول عاصمة في تاريخ الإسلام، ويحرم دخول المدينة المنورة لغير المسلمين، قال رسول الله صلى الله عليه وسلم: (اللهم إني أحرم ما بين لابتيها مثل ما حرم إبراهيم مكة، اللهم بارك في مدهم وصاعهم) رواه الإمام أحمد.

## التاريخ
كانت تسمى المدينة المنورة «يثرب» قبل هجرة النبي صلى الله عليه وسلم حيث ورد هذا الاسم في قول الله عز وجل على لسان بعض المنافقين: (وإذ قالت طائفة منهم يا أهل يثرب لا مقام لكم فارجعوا) الأحزاب 13، وقد غيّر رسول الله صلى الله عليه وسلم اسمها من يثرب إلى المدينة ونهى عن استخدام اسمها القديم فقال: «من قال للمدينة (يثرب) فليستغفر الله» (مسند الإمام أحمد 4/285)، وتجمع معظم المصادر العربية على أن يثرب اسم لرجل من أحفاد نوح، وأن هذا الرجل أسس هذه البلدة فسميت باسمه، وبالرغم من اختلاف الروايات فإن النتيجة التي تنتهي إليها هي: استيطان العماليق في يثرب في وقت لا نستطيع أن نحدده تحديداً دقيقاً كما يمكن الخلوص من هذه الروايات إلى أن تأسيس يثرب كان على يد مجموعة بشرية مهاجرة، تبحث عن موطن يوفر لها الطعام والأمان. ويرجح أن يثرب كانت موجودة قبل أكثر من (1500) سنة من هجرة رسول الله إليها. حيث أشارت نصوص تاريخية آشورية عائدة إلى القرن السادس قبل الميلاد إلى المدينة المنورة باسم «لاثريبو»، ووجدت كذلك كلمة يثرب في كتابات الإغريق التاريخية، وفي كتابات مملكة معين.

### المدينة المنورة قبل الإسلام
شهدت يثرب ولفترة طويلة حروب ومعارك بين قبيلتي الأوس والخزرج بدأت بحرب سمير وانتهت بموقعة الفجار الثانية. عرفت يثرب عدداً من العقائد والديانات قبل الإسلام منها الوثنية واليهودية والحنيفية، وفي الجانب السياسي لتلك الفترة يرجح المؤرخون أن يثرب كانت في معظم عصورها القديمة مجتمعاً مستقلاً بنفسه أو شبه مستقل، وكانت في عهود قليلة تابعة لمملكة في الجنوب أو الشمال أو منطقة نفوذ لسلطة بعيدة عنها تدفع لها مبلغ من المال سنوياً، أما الجانب الاقتصادي في مجتمع يثرب القديم فكان عماده الأول الزراعة بسبب طبيعة الموقع وملاءمته لمؤسس المدينة، وقد أدى توافد المستوطنين إلى يثرب بعد العماليق إلى الاهتمام بتوسيع الرقعة الزراعية وتبادل الخبرات وتنويع المحاصيل وازديادها ومن أهمها التمر والحبوب كالشعير والذرة والقمح، وقد أنشأت الحركة التجارية النشطة في يثرب أسواقاً عدة، منها أولا ً سوق الجرف، والثانية على طرف وادي بطحان، والثالثة بالعصبة، والرابعة في غرب المدينة بين قباء وبطحان.
عرفت يثرب عدداً من الصناعات منها الصناعات المعدنية (المساحي - الفؤوس - رؤوس الرماح والسيوف والقدور أو الصحون)، وكذلك صناعات الحلي والصياغة والصناعات الخشبية كالكراسي والمناضد وأبواب البيوت والنوافذ والمحاريث الهوارج والأسرة والصناديق بالإضافة إلى تربية الماشية. ولا تختلف الحياة الاجتماعية في يثرب في عصورها الأولى عن الحياة الاجتماعية في أي مجتمع فطري، فنظام القبيلة ينتج مجموعة من الأعراف تحكم العلاقة بين الأفراد وتقسم السكان إلى طبقات متفاوتة هي طبقة الأحرار من أبناء القبيلة نفسها ثم طبقة الموالي، وهم أفراد أو بطون عشائر لا تمت إلى القبيلة بصلة ثم العبيد وهم الذين يمتلكهم الأحرار بالشراء أو بالأسر من الغزوات أو بالهبات أو بالإرث.

### المدينة المنورة في العهد النبوي
كانت يثرب على موعد مهم بعد البيعة الكبرى التي تمت بين رسول الله وبين المسلمين اليثربيّين في شعاب الجبال بين مكة المكرمة ومنى في أشهر الحج، ومنذ ذلك التاريخ بدأت يثرب رحلة جديدة من عمرها، مرحلة استقبال المهاجرين إليها من مسلمي مكة تمهيداً لاستقبال رسول الله، وفي أواخر شهر صفر خرج رسول الله يصحبه أبو بكر الصديق ودليل لهما، ووصل رُكب رسول الله إلى قباء في الثاني عشر من ربيع الأول بعد أن اشتدّت الظهيرة، ومكث رسول الله صلى الله عليه وسلم في قباء من ظهر الاثنين 12 ربيع الأول إلى صباح الجمعة 16 ربيع الأول، وخلال إقامته أسس المسجد الذي مازال حتى الآن يعرف بمسجد قباء، وفي صباح الجمعة خرج رسول الله ومعه طائفة من المسلمين متوجهاً إلى قلب يثرب، وغير بعيد عن قباء حل وقت صلاة الجمعة فنزل رسول الله في دار سالم بن عوف من حرب في بطن وادي رانوناء ومعه من حضر من المسلمين وأسس في ذلك الموقع مسجداً سمي فيما بعد مسجد الجمعة، كان الموقع الذي بركت فيه الناقة أرضاً خالية فيها بقايا نخل وقبور قديمة، يجفف فيها التمر بعد حصاده، ورغب رسول الله أن يقيم فيها المسجد فسأل عن أصحابها، فأخبر أنها لغلامين يتيمين من بني النجار يربيهما معاذ بن عفراء الخزرجي، وسارع معاذ إلى التبرع بها، ولكن رسول الله أبى إلا أن تشتري من الغلامين شراء فكان ذلك، وأمر بتسوية الأرض وتنظيفها، وخط لهم رسول الله فيها المسجد الذي أصبح اسمه «المسجد النبوي» وانتدب المسلمين للعمل في بنائه، وشارك فيه بنفسه فكان ينقل الحجارة واللبن على بطنه، وانتهى من العمل في المسجد في وقت قصير، ومنذ قدومه بدأت سلسلة من التغييرات في يثرب وفي حياة سكانها، ومن ذلك إلغاء الاسم القديم للمدينة (يثرب) وإطلاق تسميات جديدة لها (طيبة، وطابة، والمدينة) بالإضافة إلى تغيير القيم والمفاهيم والبناء الجديد لشخصية الفرد والمجتمع، وقد اهتم الرسول خلال الأشهر الأولى من استقراره في المدينة بالبناء العقدي للمجتمع الجديد، فكانت له مجالس يومية مع المسلمين في المسجد يحدثهم ويعلمهم ويقوي الإيمان فيهم ويستقبل أعداداً جديدة من سكان المدينة الذين لم يسلموا بعد فيسمعون منه وينطقون الشهادة بين يديه، فيكثر عدد المسلمين ويقل عدد المشركين، وشهدت المدينة في شهر صفر من العام الثاني للهجرة نشاطاً عسكرياً جديداً، فقد قرر رسول الله أن يتصدى لقريش ويعاقبها على ما فعلته بالمسلمين في مكة ويظهر هيبة المجتمع الإسلامي الجديد، فوجّه السرايا لقطع الطريق عن تجارة قريش معلنة تحول المدينة إلى مركز حركة عسكرية تتجه خارج حدودها، وتظهر قوة المجتمع الإسلامي الجديد وتهدد تجارة قريش، وفي السنة العاشرة من الهجرة توفي رسول الله وانتهت بوفاته أهم مرحلة في تاريخ المدينة المنورة وأعظمها على الإطلاق، رحلة بناء المجتمع الإسلامي الأول والدولة الإسلامية الأولى.

### المدينة المنورة في العهد الراشد
بعد وفاة رسول الله تمت مبايعة أبو بكر الصديق في الاجتماع الذي عقد بسقيفة بني ساعدة، وكان من أهم إنجازاته محاربته المرتدين في الحروب التي سميت «حروب الردة» وكان ذلك في السنة الأولى من الخلافة، أما في السنة الثانية فقد مضت والمدينة بين مد وجزر في السكان، تمتلئ شوارعها ومسجدها ويمتلئ معسكر الجهاد في الحرب ثم مايلبث أن يخلو برحيلهم إلى مواطن الجهاد، ولم تمضي أشهر قليلة من السنة الثالثة عشرة للهجرة حتى كانت المدينة عاصمة لمنطقة تشمل الجزيرة العربية كلها والأردن وطرفاً من فلسطين وجنوب بلاد الشام وشرق العراق، وكان أهلها إما مسلمين وإما معاهدين يدفعون الجزية، وقد شهدت خلافة عمر تزايد حركة الفتوح التي بدأت في عهد أبو بكر وتنظيم الخدمة البريدية، ونعمت المدينة بحالة من الأمن والأمان وتوحيد صلوات التراويح في رمضان، وبدأ ديوان العطاء حيث جعل للناس أرزاق ثابتة توزع عليهم كل سنة، كما أمر عمر باتخاذ كتاتيب في كل حي يفد إليه الصبيان يتعلمون فيه كتاب الله ومبادئ القراءة والكتابة وجعل للمعلم المتفرغ أجراً على عمله، كما شهد المسجد النبوي أول توسعة له في عهد عمر بن الخطاب، وجاء الفرج بعد عام الرمادة، كما تم إجلاء غير المسلمين، حتى طعن وهو يستعد ليؤدي بالناس صلاة الفجر وفاضت روحه إلى بارئها بعد ثلاثة أيام من إصابته، ورحل عمر مع رحيل السنة الثالثة والعشرين للهجرة ودفن في أول محرم عام أربعة وعشرين للهجرة، وفقدت المدينة بل فقد المسلمون كافة قائداً عظيماً وحاكماً لم يعرف التاريخ له مثيلاً، وتمت مبايعة عثمان بن عفان ليصبح ثالث الخلفاء الراشدين، بدأت معالم التنفيذ في عهد الخليفة الجديد فقد زاد عطاء الناس كما كان عليه في عهد عمر وكان الجهاد مستمراً خارج المدينة، ففتح للمسلمين مدناً في أرض الروم وأرمينيا وصولاً إلى كابل، وفي أفريقيا حيث يمضي عبد الله بن أبي السرح في شمالها وفي قبرص واصطرخ وطبرستان وكدمان وسجستان، وكان عثمان يهتم بأمور الأسواق ويتفقدها بين الحين والحين، واتخذ شرطة يراقبون أحوال المدينة ويطوفون في شوارعها وأسواقها ومزارعها، ولكنهم كانوا قليلي العدد وأشبه بمراقبي البلديات، وفي السنة الثلاثين للهجرة أمر عثمان بكتابة مصحف بجميع السور والآيات كلها ويضبطها في رواية واحدة، وكان لعثمان ولمن عمل معه في هذا العمل المبارك فضل حماية المسلمين من التشتت في كتابهم الأكبر كتاب الله، وتم كذلك في العام (29) من الهجرة توسعة وتجديد المسجد النبوي، ثم جاءت الفتنة التي بثها عبد الله بن سبأ، واغتِيل عثمان ودفن في أرض مجاورة للبقيع أدخلت بعد ذلك إلى المقبرة. بدأت خلافة علي في ظروف صعبة أعقبت الفتنة، لذلك جعل همه الأول توفير الأمن في المدينة ذاتها وحماية أهلها من الأعراب والسبئيّين، ومع منتصف رجب عام 36 بدأت مرحلة جديدة من حياة المدينة المنورة، مرحلة خرجت منها الخلافة، وما كانت تحمله من مسؤوليات ومشكلات، ومنذ نهاية العهد الراشدي حتى بداية العهد السعودي شهدت المدينة المنورة الكثير من الغارات التي كانت تشنها القبائل سواء على الطرق المؤدية إليها أو على المدينة المنورة ذاتها، مما أدى إلى بناء سور حولها لحمايتها. ففي عام 545هـ تم بناء سور محكم حول المدينة مكان السور القديم المتهالك، وقد حفظ السور المدينة من شرور المغيرين عليها فيما بعد، وفي عام 557هـ حج نور الدين زنكي، وزار المدينة فاستغاث به بعض الساكنين خارج السور وأخبروه بما يلحقهم من أذى شديد، فأمر ببناء سور جديد يشمل جميع بيوت المدينة داخل السور القديم وخارجه، فتم الأمر على وجه السرعة، وتم بناؤه عام 558هـ، وعندما تولى السلطان سليمان الخلافة في زمن العهد العثماني أمر عندما شكا إليه بعض أهل المدينة، مايجدونه من العربان المفسدين في أطراف المدينة، بإنشاء سور حجري عالي وقوي يحيط بالمدينة من جهاتها، وفي محرم عام 939هـ بدأ العمل مع وصول العمال واستغرق البناء سبع سنوات ونصف وكان بناء حصيناً مرتفع الجدران وله أبواب كبيرة محكمة وأبراج يتحصن فيها المدافعون وجهّزت الأبراج بالمدافع الحديثة آنذاك، وبنيت قلعة عند باب الشامي متممة للسور من جهته الغربية الشمالية وتقع على تلة مرتفعة شيدت فيها أبراج للمراقبة وبني بداخلها مساكن للجيش وبيت لقائد الحامية وعمل لها باب إلى داخل المدينة وآخر خارجها، وعين حامية عسكرية للمدينة.

## المدينة المنورة في العصر الحديث
تقع منطقة المدينة المنورة في غرب المملكة العربية السعودية مُشَكّلة إحدى المناطق الرئيسة في غرب المملكة، ويحدّها من الشمال منطقتي حائل وتبوك، ومن الجنوب منطقة مكة المكرمة، ومن الشرق منطقة القصيم، ومن الغرب منطقتي تبوك والبحر الأحمر، انظر شكل رقم (1)، وتمتد المنطقة بين درجات الطول 30 36 و 15 42 شرقاً، ودرجات العرض 30 22 و 30 27 شمالاً، وهي بذلك تأخذ شكلاً شريطياً طولياً يظهر أقصى امتداد له من الشمال الغربي إلى الجنوب الشرقي (بطول نحو 610 كم)، ومن الشرق إلى الغرب (بطول نحو 444 كم). وتبلغ المساحة الإجمالية للمنطقة 149678 كم2 تمثل 6.8% من مساحة المملكة العربية السعودية.